# Cayuga (Nova York)
Cayuga és una població dels Estats Units a l'estat de Nova York. Segons el cens del 2000 tenia 509 habitants.

## Demografia
Segons el cens del 2000, Cayuga tenia 509 habitants, 203 habitatges, i 137 famílies. La densitat de població era de 213,6 habitants/km².
Dels 203 habitatges en un 35,5% hi vivien nens de menys de 18 anys, en un 56,7% hi vivien parelles casades, en un 8,4% dones solteres, i en un 32,5% no eren unitats familiars. En el 29,6% dels habitatges hi vivien persones soles el 14,8% de les quals corresponia a persones de 65 anys o més que vivien soles. El nombre mitjà de persones vivint en cada habitatge era de 2,51 i el nombre mitjà de persones que vivien en cada família era de 3,17.
Per edats la població es repartia de la següent manera: un 28,1% tenia menys de 18 anys, un 6,5% entre 18 i 24, un 25,7% entre 25 i 44, un 23,2% de 45 a 60 i un 16,5% 65 anys o més.
L'edat mediana era de 39 anys. Per cada 100 dones de 18 o més anys hi havia 85,8 homes.
La renda mediana per habitatge era de 37.679 $ i la renda mediana per família de 50.156 $. Els homes tenien una renda mediana de 30.769 $ mentre que les dones 21.667 $. La renda per capita de la població era de 17.894 $. Entorn de l'1,5% de les famílies i el 3,1% de la població estaven per davall del llindar de pobresa.